# Per-Mathias Høgmo
Per-Mathias Høgmo (1 de dezembro de 1959) é um treinador de futebol e ex-futebolista norueguês.

## Carreira
Como jogador, Høgmo fez sucesso jogando pelo Tromsø IL, clube de sua cidade natal, em 2 passagens (1984-85 e 1986-89). Defendeu também o FK Mjølner, o IFK Norrköping e o Gratangen IL, onde iniciou e encerrou a carreira de jogador. Foi nesta equipe que ele iniciou a trajetória como técnico, acumulando as 2 funções.
Seu maior destaque foi na Seleção Norueguesa de Futebol Feminino, treinada por ele entre 1997 e 2000, e que conquistou a medalha de ouro nas Olimpíadas de 2000, que conquistou a medalha de ouro. Comandou também as seleções de base da Seleção masculina da Noruega, e em clubes, exerceu o cargo em Tromsdalen UIL, Tromsø IL, Fossum IF, Moss, Rosenborg e Djurgårdens.
Høgmo comandou também a Seleção principal da Noruega entre outubro de 2013 e novembro de 2016.